# MinGW
MinGW (англ. Minimalist GNU for Windows), ранее mingw32 — набор инструментов разработки программного обеспечения для создания приложений под Windows. Включает в себя компилятор, родной программный порт GNU Compiler Collection (GCC) под Windows вместе с набором свободно распространяемых библиотек импорта и заголовочных файлов для Windows API. В MinGW включены расширения для библиотеки времени выполнения Microsoft Visual C++ для поддержки функциональности C99. Поддерживает стандарт C++11.

## История
MinGW изначально назывался mingw32; затем цифры были отброшены, чтобы преодолеть заблуждение, что MinGW ограничен 32-битными системами. Первый релиз, созданный Колином Петерсом (англ. Colin Peters) в 1998 году, включал в себя только порт GCC из Cygwin. Первый нативный Windows-порт GCC был создан Jan-Jaap van der Heijden, также Heijden добавил binutils и make. Mumit Khan позже принял участие в разработке, добавив в комплект ещё больше специфичных для Windows возможностей, включая заголовочные файлы Win32, написанные Anders Norlander. В 2000 проект был перемещён на SourceForge.net, чтобы получить большую поддержку общественности и централизовать разработку.
В сентябре 2005 MinGW был выбран проектом месяца на SourceForge.net.

## Компоненты MinGW
Проект MinGW поддерживает и распространяет несколько различных ключевых компонентов и дополнительных пакетов, включая различные порты GNU toolchain, такие как GCC и binutils, переведённые в эквивалентные пакеты. Эти утилиты могут быть использованы из командной строки Windows или интегрированы в IDE.
В дополнение, компонент MinGW, известный как MSYS (Minimal SYStem), предоставляет win32-порты окружения легковесной Unix-подобной оболочки, включающей rxvt и набор инструментов POSIX, достаточный для запуска скриптов autoconf.
Реализации заголовочных файлов Win32 и библиотек импорта Win32 для связывания во время выполнения программы от начала до её завершения имеют пермиссивную лицензию, а порты GNU доступны под GNU General Public License. Бинарные сборки полного пакета MSYS и отдельных MinGW GNU утилит доступны для скачивания на сайте MinGW.

## Сравнение с Cygwin
MinGW отделился от Cygwin 1.3.3. Несмотря на то, что и Cygwin, и MinGW используются для портирования программного обеспечения Unix под Windows, они используют разный подход: цель Cygwin — предоставить полный слой POSIX (подобный тому, который находится в Linux и других Unix-системах) над Windows, жертвуя производительностью там, где это необходимо для совместимости. Соответственно, такой подход требует от Win32-программ, написанных с Cygwin, запуска поверх копилефтной библиотеки совместимости, которая должна распространяться с программой, а также с исходным кодом программы. Целью MinGW является предоставление нативной функциональности и производительности посредством прямых вызовов Windows API. В отличие от Cygwin, MinGW не нуждается в DLL-слое совместимости и, таким образом, программы не обязаны распространяться с исходным кодом.
Вследствие того, что MinGW использует вызовы Win32 API, он не может предоставить полного POSIX API; он не может скомпилировать некоторые приложения Unix, которые могут быть скомпилированы с Cygwin. В частности, это относится к приложениям, которые требуют такой функциональности POSIX, как fork(), mmap() или ioctl() и предполагают запуск в среде POSIX. Приложения, написанные с использованием кроссплатформенных библиотек, таких, как SDL, wxWidgets, Qt или GTK+, как правило, легче компилируются в MinGW, чем в Cygwin.
Комбинация MinGW и MSYS предоставляет небольшую независимую среду, которая может быть загружена на съемные носители, не требуя добавления записей в файлы реестра. Cygwin, предоставляя бо́льшую функциональность, является более сложным для установки и поддержки.
Также возможна кросс-компиляция приложений Windows с MinGW-GCC под управлением операционных систем семейства POSIX. Это означает, что разработчику не нужно устанавливать Windows с MSYS, чтобы скомпилировать программы, которые будут запускаться под Windows без Cygwin.

## MinGW-w64
В связи с тем, что в рамках изначального проекта MinGW не обещалось, что в его кодовую базу будут вноситься обновления, связанные с добавлением некоторых новых ключевых элементов Win32 API, а также наиболее необходимой поддержки 64-битной архитектуры, был создан проект MinGW-w64. Он является новой чистой реализацией портирования GNU Compiler Collection (GCC) под Microsoft Windows, осуществленной изначально компанией OneVision и переданной в 2008 году в общественное пользование (Public Domain). Сначала он был предложен на рассмотрение для интеграции с оригинальным проектом MinGW, но был отклонен в связи с подозрением на использование несвободного или проприетарного кода. По многим серьёзным причинам этического характера, связанным с отношением со стороны авторов MinGW, ведущие разработчики кода MinGW-w64 решили больше не пытаться кооперироваться с проектом MinGW.
MinGW-w64 обеспечивает более полную реализацию Win32 API, включая:
- лучшую поддержку стандарта C99
- лучшую поддержку pthreads (включая возможность задействовать функциональность стандарта C++11 библиотеки libstdc++ компилятора GCC)
- GCC multilib
- точки входа в программу с поддержкой Unicode (wmain/wWinMain)
- DDK (из проекта ReactOS)
- DirectX (из проекта WINE)
- поддержку больших файлов